# Svalbo (livsmedel)

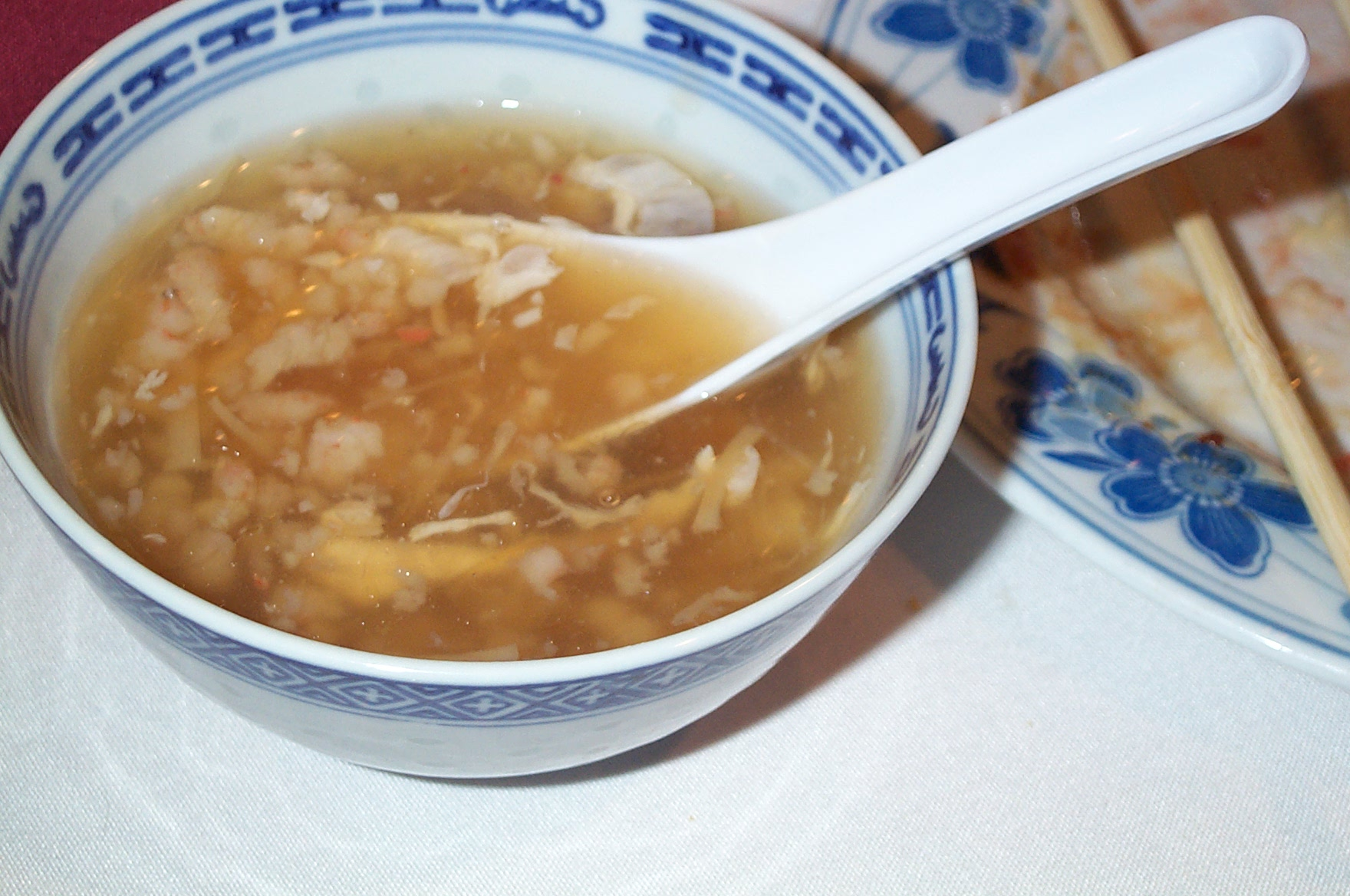
Skål med svalbosoppa

Svalbo är vitbosalanganens rede när det används som livsmedel eller i hälsodryck. 

## Svalbosoppa
Den svalbosoppa som tillreds av denna massa har månghundraåriga traditioner i det kinesiska köket och är idag en exklusiv och mycket dyr delikatess. I Hongkong betingar en skål äkta svalbosoppa ett pris av 200–700 kr.
Efter fåglarnas häckningsperiod samlas boredena in och säljs efter rensning till restauranger, som tillreder soppan på kycklingbuljong.

## Hälsodryck
I Kina har extrakt av svalbo använts som hälsodryck i tusentals år. Svalbo innehåller proteiner, kolhydrater och fibrer samt järn, kalcium, kalium och magnesium och sägs bland annat stärka blodet och därmed vara bra för hyn.
Stor efterfrågan och höga priser har tidvis lett till stor exploatering av svalbona vilket medfört att vitbosalanganen varit utrotningshotad. I dagsläget betecknas den som livskraftig globalt, men populationen är starkt fragmenterad och lokalt att betrakta som hotad.

## Vitbosalangen
Vitbosalanganen bygger sitt bo i klippväggar och berghålor av sekret, som utsöndras från deras stora spottkörtlar. Sekretet stelnar till en genomskinlig, vitaktig eller brun, gummiliknande massa. Redena har en storlek av ett halvt hönsägg och väger cirka 10 gram. När fågelboet upplöses i vatten blir massan geléaktig.